# The Fable of a Night Given Over to Revelry
The Fable of a Night Given Over to Revelry è un cortometraggio muto del 1915; il nome del regista non viene riportato nei credit del film prodotto dalla Essanay,
Il soggetto è tratto da una storia dello scrittore George Ade.

## Produzione
Il film fu prodotto dalla Essanay Film Manufacturing Company.

## Distribuzione
Distribuito dalla General Film Company, il film - un cortometraggio in una bobina - uscì nelle sale cinematografiche USA il 28 aprile 1915.